# Imhotep (Wesir)
Imhotep war ein altägyptischer Wesir, der am Beginn der 18. Dynastie unter König Thutmosis I. amtierte.
Zu seiner Person ist nur wenig bekannt. Ein einfaches Schachtgrab im Tal der Königinnen (QV46) wird ihm zugeschrieben, da sich dort Teile einer Grabausstattung, wie Kanopengefäße mit seinem Namen fanden. Dieser Imhotep erscheint auf einem Skarabäus und wird im Totentempel des Wadjmes genannt. Im Grab des Userhat (TT51), das an den Beginn der 19. Dynastie datiert, wird er zusammen mit dem Hohepriester des Amun Hapuseneb dargestellt. Hapuseneb wird als Sohn des Imhotep bezeichnet. Da der Vater des Hapuseneb aus anderen Quellen als Hapu bekannt ist, wird Imhotep wohl eher der Großvater gewesen sein.